# توم كيغان
توم كيغان (بالإنجليزية: Tom Keegan)‏ هو صحفي رياضي أمريكي، ولد في 22 مارس 1959.